# 東中原 (平塚市)
東中原（ひがしなかはら）は、神奈川県平塚市に存在する町丁。現行行政地名は東中原一丁目及び東中原二丁目。住居表示実施済み区域。

## 概要
東中原は、平塚市の中心である、平塚駅北口から北方向に移動した場所に位置する。同市内の大野地区の一つの地名である。当町の周辺は、東に西真土、南に新町、西に中原、北は渋田川を挟んで南豊田や東豊田と同市の他の町丁や大字と接している。

### 地価
住宅地の地価は、2023年（令和5年）1月1日の公示地価によれば、東中原2-24-30の地点で13万3000円/m2となっている。

## 歴史
- 1973年（昭和48年）10月1日に、大字中原上宿、大字真土、大字東豊田、大字南豊田の各一部から、東中原一丁目・東中原二丁目を住居表示実施。 （平塚市#地域も参照）

## 世帯数と人口
2023年（令和5年）9月1日現在（平塚市発表）の世帯数と人口は以下の通りである。
| 丁目         | 世帯数    | 人口    |
| ------------ | --------- | ------- |
| 東中原一丁目 | 800世帯   | 1,973人 |
| 東中原二丁目 | 1,364世帯 | 2,687人 |
| 計           | 2,164世帯 | 4,660人 |

### 人口の変遷
国勢調査による人口の推移。
| 年                 | 人口  |
| ------------------ | ----- |
| 1995年（平成7年）  | 5,499 |
| 2000年（平成12年） | 5,063 |
| 2005年（平成17年） | 5,314 |
| 2010年（平成22年） | 5,295 |
| 2015年（平成27年） | 5,052 |
| 2020年（令和2年）  | 4,806 |

### 世帯数の変遷
国勢調査による世帯数の推移。
| 年                 | 世帯数 |
| ------------------ | ------ |
| 1995年（平成7年）  | 2,053  |
| 2000年（平成12年） | 1,996  |
| 2005年（平成17年） | 2,147  |
| 2010年（平成22年） | 2,139  |
| 2015年（平成27年） | 2,193  |
| 2020年（令和2年）  | 2,184  |

## 学区
市立小・中学校に通う場合、学区は以下の通りとなる（2023年8月時点）。
| 丁目         | 番地 | 小学校               | 中学校             |
| ------------ | ---- | -------------------- | ------------------ |
| 東中原一丁目 | 全域 | 平塚市立松が丘小学校 | 平塚市立大野中学校 |
| 東中原二丁目 | 全域 | 平塚市立松が丘小学校 | 平塚市立大野中学校 |

## 事業所
2021年（令和3年）現在の経済センサス調査による事業所数と従業員数は以下の通りである。
| 丁目         | 事業所数  | 従業員数 |
| ------------ | --------- | -------- |
| 東中原一丁目 | 67事業所  | 693人    |
| 東中原二丁目 | 42事業所  | 285人    |
| 計           | 109事業所 | 978人    |

### 事業者数の変遷
経済センサスによる事業所数の推移。
| 年                 | 事業者数 |
| ------------------ | -------- |
| 2016年（平成28年） | 120      |
| 2021年（令和3年）  | 109      |

### 従業員数の変遷
経済センサスによる従業員数の推移。
| 年                 | 従業員数 |
| ------------------ | -------- |
| 2016年（平成28年） | 804      |
| 2021年（令和3年）  | 978      |

## 交通
- 道路
  - 神奈川県道606号明石下落合線が、当町（一丁目側）の東側を西真土との境沿いに南北に貫いている。

- バス路線は、神奈川中央交通（神奈中バス）が県道606号を沿いながら、主に平塚駅北口発着を中心に運行している。鉄道路線としてJR東日本東海道線の平塚駅の他、小田急小田原線伊勢原駅（伊勢原市）まではいずれも距離があるため、当町内の以下の神奈中バスの停留所から移動が可能である。また、平塚市シャトルバスが当町内にも通っている。
  - 三菱樹脂停留所 - 平65系統（平塚営業所）・平97系統（伊勢原営業所）。いずれも平塚駅北口発着で、平65は田村車庫行き、平97は伊勢原駅行き。
  - 大野中学校前停留所・住宅前停留所 - 平塚市シャトルバスの神田ルート経由で、大神 - 市民病院前間を運行。ただし、往路は平日午前2本、復路は平日午後1本のみ。

## 周辺の施設
- 平塚東中原郵便局（一丁目）

### 教育
- 平塚市立大野中学校（一丁目）
- 平塚市立松が丘小学校（一丁目）
- 平塚市役所しらさぎ保育園（二丁目）
- 東中原幼稚園（二丁目）

## その他

### 日本郵便
- 郵便番号 : 254-0077[3]（集配局 : 平塚郵便局[17]）。